# Stanisław Koszewski
Stanisław Koszewski (ur. 10 grudnia 1936 w Suchawie na Lubelszczyźnie) – fraszkopisarz, satyryk, autor wierszy, twórca piosenek i mecenas kultury.
Magister ekonomii UMCS w Lublinie (3 listopada 1971). W 1976 przeprowadził się do Chełma, gdzie latach 1978–2002 był dyrektorem Banku Gospodarki Żywnościowej. W młodości (1952–1956) amatorsko reżyserował sztuki teatralne.

## Twórczość literacka
W 2002 otrzymał nagrodę im. Kazimierza A. Jaworskiego. Po przejściu na emeryturę został członkiem Chełmskiego Chóru „Hejnał” (2002–2004) i jest od 2002 aktywnym członkiem Chełmskiej Grupy Literackiej „Lubelska 36”.
Debiutował w piśmie literacko-artystycznym „Egeria” (nr 1 [1] 2004) piosenką dla dzieci „Tomek i Miś” (tekst i muzyka) i wierszem „Cnota”. Wydał pięć książek: Bez retuszu i Bez pudru (fraszki), Gorycz życia (wybór i opracowanie twórczości Zbigniewa Uchnasta) (1927–1979), Pamięć i nadzieja (opracowanie referatów wygłoszonych na konferencji naukowej poświęconej rzezi Polaków na kresach II RP w latach 1943–1946) oraz Bez bawełny: fraszki i nie tylko (2014).

## Dorobek literacki
- Wiersz Cnota, Egeria nr 1 (1) 2004 str. 24
- Piosenka Tomek i Miś (tekst i muzyka), Egeria nr 1 (1) 2004 str. 37
- Fraszki Nieudacznik, W firmie, Polityk, Skruszony, Jego credo, Cafe Atelier, Egeria nr 2 (3) 2005 str. 54
- Fraszki i Limeryki, Egeria nr 3-4 (4-5) 2005 str. 47
- Tomik fraszek Bez retuszu, „TAWA” Taurogiński Waldemar, Chełm (listopad 2005)
- I nagroda w kategorii małych form literackich w Turnieju Jednego Wiersza Chełm-Dorohusk 2005, Egeria nr 1 (6) 2006 str. 35
- Artykuł Pisarz zapomniany – Zbigniew Bolesław Zdzisław Uchnast, Egeria 1 (6) 2006 str. 40-41
- Dyskurs literacki z aforyzmami Marii Janiny Okoń (polemika fraszkami), Egeria nr 2 (7) 2006 str. 48-49
- Międzynarodowe Warsztaty Literackie, wiersz Przyjaźń, Egeria nr 3 (8) 2006 str, 30
- Dyskurs literacki z aforyzmami Longina Jana Okonia (polemika fraszkami), Egeria nr 3 (8) str. 45-46
- Antologia poezji polsko-ukraińskiej Poezjowanie nad rzeką, „TAWA” Chełm-Krasnystaw 2006, wiersze: Przyjaźń (ukr. Дружба), Twórczostan (ukr. Наmхнення)  (s. 36–39),
- Fraszki ilustrowane przez Stefana Raczyńskiego, Egeria nr 1 (9) 2007 str. 54
- Antologia poezji Chełmskiej Grupy Literackiej Lubelska 36, wydawnictwo „TAWA” Chełm 2007, wiersze: Cierpienie, Egerii, O cnocie, Oda do naczelnika, Przyjaźń, Sąsiedzi(s. 32-37)
- Jubilatowi – Przyjaciele wyd. Związek Literatów Polskich, Wstęp, wybór i opracowanie Jerzy B. Sprawka, wiersz O twórcy Ducha Bielucha  (s. 51) i fraszki (s. 53–54)
- Mieć czy być? almanach poezji Chełmskiej Grupy Literackiej Lubelska 36, wydawnictwo „TAWA” Chełm 2008, sonet Być czy mieć? (s. 17)
- Skok po szczęście almanach poezji Chełmskiej Grupy Literackiej Lubelska 36, wydawnictwo „TAWA” Chełm 2008, wiersz Mój Eden (s. 12)
- Książka Gorycz życia, wybór i opracowanie dorobku literackiego i publicystycznego Zbigniewa Uchnasta, wydawnictwo „TAWA” Chełm 2008
- Antologia poezji patriotycznej Jak Ojczyźnie służyć, opracowanie Jerzy Bolesław Sprawka, Lublin 2009, wiersze: Moje miejsce na ziemi,***, Habemus papam, s. 129–132.
- Almanach, Biało – czerwonej, wyd. TAWA Chełm 2009,wiersz Pamięć s.20
- Opracowanie książki Pamięć i nadzieja[3], Stowarzyszenie Pamięć i Nadzieja, Drukarnia Kresowa Chełm 2010.
- Przestrzeń prawdy almanach poezji współczesnej, „Polihymnia” Lublin 2008, wiersze Mój Eden i Twórczostan (s. 91)
- Chełm w poezji almanach poezji współczesnej, „TAWA” Chełm 2010, wiersz Duch Bieluch (s. 39)
- Historia literatury ziemi chełmskiej 1505-2010 autorstwa Longina Jana Okonia, redakcja wydawnicza Stanisław Koszewski, szkic literacki O twórczości Czesława Twardzika Stanisława Koszewskiego, strona 175, szkic literacki Longina Jana Okonia Fraszkopisarstwo Stanisława Koszewskiego, strona 253, wydawca Biblioteka Rocznika Chełmskiego, druk ALF-GRAF Lublin 2010
- Chełmianie i inni w ekslibrisach Jerzy Grosman, ekslibris Stanisława Koszewskiego (s. 49), wydawnictwo TAWA, Chełm 2010
- Książka Bez pudru fraszki, wyd. Drukarnia Kresowa, Chełm 2011 r.
- Almanach Chełmskie strofy wyd. TAWA 2011, wiersze: O Chełmskim Grodzie i Chełm s28,29.
- Esej: Twórczość piosenkarska Longina J. Okonia w Piórem i czynem o życiu i Twórczości Longina Jana Okonia (opracowanie i redakcja Stanisław Rogala, Anna Wzorek). Wyd. KARAD Kielce 2012, s. 203
- Antologia Chełmskiej Grupy Literackiej Lubelska 36, wyd. TAWA Chełm 2012, wiersze: Pamięć, Ogród, Neopatrioci. Chocholi taniec XXI wieku, Wspomnienie dzieciństwa, s. 37–42.
- Antologia Nirżelio sodai’ 14", wyd., Kamonada 2014, Litwa, utwory przełożone na język litewski: Fraszki, s. 63, wiersze: Vaikyste, Draugyste s. 64,65.
- Książka Bez bawełny, nie tylko fraszki, drukarnia: Sun Solution Sp. z o.o. Chełm 2014[4]
- Almanach, Spacer z Minerwą po słowach wyd. Drukarnia PEKTOR Nałęczów 2014 fraszki s.53.
- Antologia Chełmskej Grupy Literackiej Lubelska 36, wyd. TAWA 2014, fraszki s.24,25 i piosenka Czemu jesteś taka miła, s. 26.
- Almanach Chełmskiej Gr. Lit. Lubelska 36, wyd, TAWA Chełm 2016, wiersze: Gród, Zieleń, Placyk, s. 32–34.
- Almanach Chełmskiej Gr. Lit. Lubelska 36 Wyd. TAWA Chełm 2017, Stanisław Koszewski S.8,
- Książka Barwy Wzruszeń, fraszki, wyd. Drukarnia Mazowieckie Centrum Poligrafii 2022

## Odznaczenia
- Krzyż Kawalerski Orderu Odrodzenia Polski 1986
- Złoty oraz Brązowy Krzyż Zasługi
- Złota oraz Srebrna Odznaka za zasługi dla Finansów
- Dwa złote medale zasługi dla pożarnictwa
- Brązowa odznaka honorowa "Zasłużony Popularyzator Pieśni Chóralnej" 2004
- Brązowy Medal za Zasługi dla Obronności Kraju 2005
- Krzyż Ludowego Wojska Polskiego 2005
- Brązowy Wawrzyn Literacki[5] 2008
- Złoty Wawrzyn Literacki 2012
- Nagroda Literacka KAJA im. Kazimierza Jaworskiego
- Pro Patria nadany przez Urząd Kombatantów i osób represjonowanych
- Brązowy Krzyż Zasługi Związku Weteranów i Rezerwistów WP
- Medal 50- lecia Pożycia małżeńskiego 2014